# 벤 (독일의 가수)
베른하르트 알브레히트 마티아스 라세 블뤼멜(독일어: Bernhard Albrecht Matthias Lasse Blümel, 1981년 5월 15일 ~ )은 단순히 벤(Ben)으로 알려진 독일의 가수, 텔레비전 진행자, 성우, 배우이다.

## 음반 목록

### 정규 앨범
- Hörproben (2002)
- Leben leben (2003)
- Von beiden Seiten (2008)